# 알비냐노
알비냐노(이탈리아어: Alvignano)는 이탈리아 캄파니아주의 카세르타도에 위치해있으며 나폴리로부터는 북쪽으로 45km 카세르타로부터는 북쪽으로 20km 거리에 있다. 이곳의 주요 볼거리는 산타 마리아 디 쿠불테리아(Santa Maria di Cubulteria)의 바실리카, 롬바르드 건축물(8-9세기)과 아라고네세 성(Aragonese Castle)이다.